# Alain Bernard
Alain Bernard (Aubagne, 1 de maio de 1983) é um nadador francês e ex-detentor do recorde mundial dos 100 m nado livre, com 46s94, e ex-recordista mundial dos 50 m nado livre, com 21s50, marcas realizadas respectivamente em 23 de abril de 2009 em Montpellier e 23 de março de 2008, em Eindhoven. Dia 21 de março, já em Eindhoven, também havia batido o recorde anterior dos 100 m (47,44 s), com 47,6 s. Licenciado no Cercle des nageurs d'Antibes, é treinado por Denis Auguin.
Sua marca nos 100 m caiu em 11 de agosto de 2008, na final olímpica do revezamento 4 x 100 m, quando o australiano Eamon Sullivan cravou 47s24. Sullivan melhorou seu recorde mundial para 47,05 s em 13 de agosto de 2008, ainda em Pequim, nas semifinais dos 100 m individuais. Recuperaria o recorde mundial novamente em 23 de abril de 2009.
Em 14 de agosto de 2008, Bernard tornou-se campeão olímpico dos 100 m livre durante os Jogos de Pequim, com 47,21 s, diante do australiano Eamon Sullivan (47,32 s). Além do ouro nos 100 m livres, conquistou o bronze na prova dos 50 m livres.